# Multilamellenkollimator

MLC-Feld eins X-MLCs

Ein Multilamellenkollimator (Multi leaf collimator, MLC) ist ein Gerät, das in der Strahlentherapie an einem Linearbeschleuniger angebracht wird, um den Behandlungsstrahl der Form des zu behandelnden Objektes anzupassen.
Ein Kollimator besteht aus mehreren Paaren von Lamellen aus einem Material mit einer hohen Ordnungszahl, meist Wolfram. Diese Lamellen können sich unabhängig voneinander bewegen und sind somit in der Lage, jede beliebige Form anzunehmen, um die Umschließende eines sich im Behandlungsstrahl befindenden Volumens nachzuformen (Konformale Behandlung).

## Behandlungstypen
Der Einsatz eines Multilamellenkollimators ermöglicht eine Vielzahl von Behandlungsarten, die eine schonendere und gezieltere Anwendung der Strahlung für den Patienten zur Folge hat.

### Stehfelder
Bei Stehfeldern (Conformal Field) werden Beschleuniger und Patientenliege auf eine bestimmte Position gebracht und während der Behandlung nicht bewegt. Die Lamellenpositionen des Kollimators werden durch ein Bestrahlungsplanungssystem genau für diese eine Ausrichtung bestimmt.

### Bogenbestrahlung
Bei diesem Behandlungstyp ist zwischen konformaler (Conformal Arc) und dynamischer Bogenbestrahlung zu unterscheiden. Hierbei steht die Patientenliege in einer bestimmten Position, während sich der Beschleuniger um die Zentrumsposition herum bewegt. Im Fall der konformalen Bogenbestrahlung wird durch das Bestrahlungsplanungssystem eine statische Lamellenposition ähnlich der eines Stehfeldes berechnet, nur dass bei der Bogenbestrahlung die Umschließende aus allen bestrahlten Winkelpositionen in Betracht gezogen wird. Dadurch vergrößert sich im Normalfall das bestrahlte Volumen.
Die dynamische Bogenbestrahlung (Dynamic Conformal Arc) gleicht dies aus, indem während der Rotation des Beschleunigers die Lamellen dynamisch an die aktuelle Winkelposition angepasst werden. Somit entspricht die Feldgröße zu jeder Winkelposition ungefähr der eines äquivalenten Stehfeldes.

### Intensitätsmodulierte Behandlung
Während im Falle der konformalen Behandlung versucht wird, die Strahlung für das umliegende Gewebe so gering wie möglich zu halten, wird im Falle einer intensitätsmodulierten Behandlung (Intensity Modulated Radiotherapy – IMRT) der Multilamellenkollimator dazu verwendet, die Strahlung im Objekt gleichmäßig zu verteilen und somit Inhomogenitäten im Strahlendurchgang durch den Körper auszugleichen.
Es wird hierbei zwischen Sliding Window- und Step-and-Shoot-IMRT unterschieden. Während einer Sliding Window-IMRT-Behandlung bewegen sich die Lamellen, ähnlich wie bei einer dynamischen Bogenbestrahlung, fortlaufend und werden mit unterschiedlichen Geschwindigkeiten über das Behandlungsfeld gefahren, um somit Intensitätsunterschiede der Strahlung zu erreichen. Bei Step-and-Shoot-IMRT werden die Lamellen abwechselnd in eine bestimmte Position gefahren und darauf folgend Strahlung abgegeben, bis alle notwendigen Positionen durchlaufen sind.

## Geschichte
Zu Beginn der Strahlentherapie wurden einfache konische bzw. Rund-Kollimatoren verwendet. Es handelt sich hierbei um meist Blei- oder Wolframzylinder, die vor der Strahlenaustrittsöfnung des Beschleunigers befestigt werden und in der Mitte ein Loch mit einem definierten Durchmesser haben. Je nach Form des zu bestrahlenden Volumens werden diese Kollimatoren ausgetauscht um den Durchmesser den realen Gegebenheiten anzupassen. Beispielsweise lassen sich Gehirnmetastasen hiermit meist sehr gut bestrahlen, da diese in der Regel relativ kugelförmig sind und, je nach Größe, auch relativ gut mit einem bestimmten Rundkollimator behandelt werden können.
Bei eher unförmigen bzw. auch bei größeren Objekten stößt das Rundkollimator-Konzept an seine Grenzen. Hierbei muss das zu behandelnde Objekt mit mehreren Einzelfeldern abgedeckt werden. Auf Grund der kreisrunden Öffnung des Kollimators kommt es jedoch somit in manchen Regionen zu Überlappungen verschiedener Felder, während in anderen Bereichen weniger Strahlung ankommt, da diese zwischen zwei Feldern liegen. Man spricht hier auch von sogenannten Hot Spots und Cold Spots. Sicherlich ist dies jedoch auch eine Frage der Bestrahlungsplanung und der Technik bzw. des Könnens des planenden Arztes bzw. Physikers.
Das Prinzip des Rundkollimators wurde im Iriskollimator weiterentwickelt, so dass sich mit einem Kollimator verschiedene Durchmesser realisieren lassen und somit das Austauschen der Kollimatoren zwischen zwei Feldern wegfällt.
Eine Weiterentwicklung in Richtung konformale Behandlung sind Kollimatoren, die keine kreisrunde Öffnung mehr haben. Hierfür wird für eine bestimmte Beschleuniger- und Patientenliege-Position die Kontur des zu behandelnden Volumens durch ein Bestrahlungsplanungssystem berechnet. Diese Daten werden dann auf einen Kunststoffblock übertragen und es entsteht somit eine Form der Kontur. Dieses Abbild wird dann dazu verwendet einen Kollimator mit Blei auszugießen, so dass ein konformaler Kollimator entsteht. Dieser ist jedoch abhängig vom zu bestrahlenden Feld, was das gesamte Konzept sehr arbeitsaufwändig macht.
Für die IMRT-Behandlung gibt es ähnliche Verfahren. Hierfür wird die auszugleichende Inhomogenität auf einen Metallblock übertragen, indem mit Hilfe einer Fräsmaschine Bereiche mit unterschiedlichen Tiefen herausgearbeitet werden. Dieser Metallblock wird dann anschließend auch in den Behandlungsstrahl eingebracht und sorgt somit für eine gleichmäßige Bestrahlung des Zielvolumens. Auch hier ist der resultierende Block wieder spezifisch für ein Feld gefertigt und somit ist der Gesamtaufwand relativ hoch.